# Hysteropsis culmigena
Hysteropsis culmigena är en svampart som beskrevs av Rehm 1887. Hysteropsis culmigena ingår i släktet Hysteropsis, klassen Dothideomycetes, divisionen sporsäcksvampar och riket svampar.   Inga underarter finns listade i Catalogue of Life.